# Tetraponera punctulata
Tetraponera punctulata är en myrart som beskrevs av Smith 1877. Tetraponera punctulata ingår i släktet Tetraponera och familjen myror.

## Underarter
Arten delas in i följande underarter:
- T. p. kimberleyensis
- T. p. punctulata

## Bildgalleri

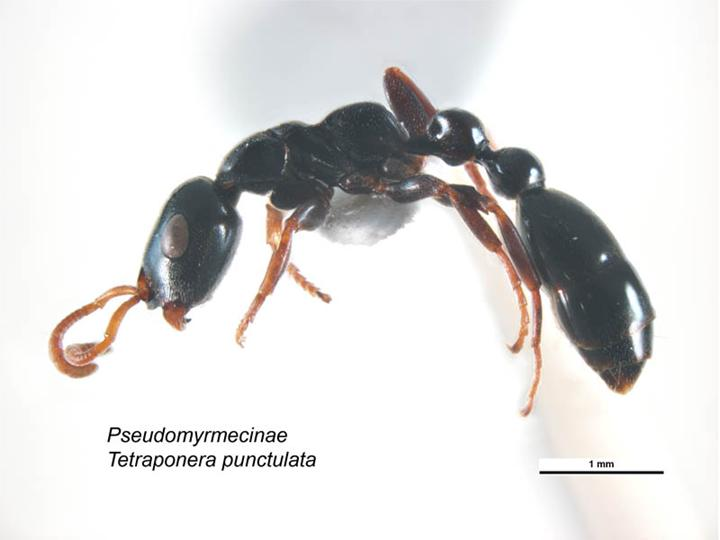